# 太平乡 (中江县)
太平乡，是中华人民共和国四川省德阳市中江县曾经下辖的一个乡。2019年12月，撤销太平乡，将其所属行政区域划归兴隆镇管辖。

## 行政区划
太平乡撤销前下辖以下地区：
正街社区、果园村、华兴村、土城村、大河村、十里碑村、瓦窑村、友谊村、同沟村、同心村、店坪村、莲花堰村和转水村。